# Нікі Гофс
Нікі Гофс (нід. Nicky Hofs, нар. 17 травня 1983, Арнем) — нідерландський футболіст, що грав на позиції півзахисника, зокрема за «Феєнорд» та національну збірну Нідерландів.

## Клубна кар'єра
Народився 17 травня 1983 року в Арнемі. Вихованець футбольної школи місцевого «Вітесса». Дорослу футбольну кар'єру розпочав 2001 року в основній команді того ж клубу, в якій провів три сезони, взявши участь у 69 матчах чемпіонату.
Своєю грою за цю команду привернув увагу представників тренерського штабу «Феєнорда», до складу якого приєднався 2004 року. Відіграв за команду з Роттердама наступні чотири сезони своєї ігрової кар'єри. В сезоні 2007/08 виборював у її складі титул володаря Кубка Нідерландів.
2008 року повернувся до «Вітесса» на правах оренди, а за рік уклав з рідним клубом повноцінний контракт. Сезон 2010/11 провів на Кіпрі як гравець клубу АЕЛ, після чого повернувся на батьківщину, де спочатку знову грав за «Вітесс», згодом за «Віллем II», а 2013 року завершував ігрову кар'єру у складі нижчолігового МАСВ.

## Виступи за збірні
Протягом 2005–2006 років залучався до лав молодіжної збірної Нідерландів. У її складі став переможцем молодіжного Євро-2006. На цьому турнірі відзначився «дублем» у півфінальній грі проти французів, а також став автором одного з голів у ворота збірної України у фінальній грі. Загалом на молодіжному рівні зіграв у 5 офіційних матчах, забив 3 голи.
Того ж 2006 року провів свій єдиний офіційний матч у складі національної збірної Нідерландів.

## Кар'єра тренера
Невдовзі по завершенні кар'єри гравця пробував свої сили на тренерській роботі, тренував молодіжну команду «Вітесса».

## Титули і досягнення
- Чемпіонат Європи серед молодіжних команд (1):

Нідерланди U-21: 2006
- Володар Кубка Нідерландів (1):

«Феєнорд»: 2007-2008